# Gnarrk
Gnarrk  es un personaje ficticio de DC Comics. Es un hombre de las cavernas que ha sido miembro de varias versiones de los Jóvenes Titanes en los cómics a principios de la década de 1970.

## Historia del personaje

### Pre-Crisis
Antes de la Crisis en Tierras Infinitas, Gnarrk fue un Neanderthal desplazado en el tiempo varado en el presente. A través del amor y la comunicación telepática, Lilith le enseña el lenguaje y las costumbres humanas. Más tarde, ambos se retiran de los Jóvenes Titanes para vivir juntos, aparentemente como pareja. Más tarde, Gnarrk y Lilith se unieron brevemente a los Jóvenes Titanes Oeste antes de que se disolviera. Varios años después, en la boda de Donna Troy, Lilith mencionó el "terrible destino" de Gnarrk, pero no dio más detalles. Los lectores nunca descubrieron cuál fue el destino final de Gnarrk en Pre-Crisis. 

### Post-Crisis
La historia de Gnarrk comenzó hace miles de años. Gnarrk era un Cro-Magnon de diecinueve años que estaba fascinado por las luces en los cielos. Una noche, un cometa se estrelló frente a él, incrustando un trozo de cristal en su pecho. De alguna manera, esto provocó una transformación en él: expandió su mente y su comprensión.
Pronto, una perturbación volcánica amenazó a Gnarrk. La joya en su pecho lo protegió encerrándolo en hielo. Pasaron los siglos y Gnarrk permaneció en su tumba de hielo. Durante ese tiempo, su mente aún funcionaba y Gnarrk soñaba con un mundo mejor. Usó sus habilidades para curar enfermedades y controlar las fuerzas de la naturaleza en beneficio de la humanidad.
Basados en destellos psíquicos de Lilith, los Jóvenes Titanes viajaron al sudeste asiático, donde finalmente encontraron a Gnarrk todavía encerrado en hielo. Sintió la presencia de Lilith y la llamó. Lilith usó sus poderes para establecer una relación mental con Gnarrk. Él le dijo su nombre y ella descubrió sus verdaderos orígenes y sus nobles intenciones. Aunque Lilith estaba saliendo con Don Hall (Dove) en ese momento, se sintió atraída por el alma gentil.
Los Titanes trajeron de regreso a Gnarrk a S.T.A.R. Labs. Donde se estableció que estaba muriendo, los científicos de S.T.A.R. querían analizar y diseccionar su cuerpo, pero los Titanes les impidieron hacerlo.
Gnarrk permaneció con soporte vital durante casi un año con Lilith a su lado. La luz de Gnarrk en su pecho finalmente se desvaneció y murió. Cuando los científicos de S.T.A.R. realizaron una autopsia, encontraron que la piedra ya no tenía ninguna habilidad especial. Cualesquiera que fueran las habilidades que poseía la piedra, desaparecieron tras la muerte de Gnarrk.

### The New 52
Gnarrk es miembro de la encarnación original de los Jóvenes Titanes. No se sabe nada sobre su pasado u orígenes, aunque se muestra a Gnarrk completamente integrado en la sociedad cuando conoce a Roy Harper, cuando los dos se encuentran. Junto con Hank Hall y Dawn Granger, Lilith se encuentra con Roy y Gnarrk. Lilith explica cómo eran los Jóvenes Titanes originales y cómo se vio obligada a borrar los recuerdos de su grupo y de ellos mismos, para protegerlos después de que sus almas se enredaron en un ritual oculto realizado por el Sr. Twister.
Durante la historia de Heroes in Crisis, Gnarrk se registró en el Santuario. Él está entre los héroes que mueren en un ataque inesperado.

## Poderes y habilidades
Siendo un hombre de Cro-Magnon, Gnarrk posee mayor fuerza, destreza y resistencia. Cuando un cometa incruto un trozo de cristal en su pecho, causó una transformación en Gnarrk - se expandió su mente, y su comprensión. La gama completa de sus capacidades mentales se expandió sin catalogación.

## Apariciones en otros medios

### Televisión
Gnarrk apareció en Teen Titans, con la voz de Dee Bradley Baker. Esta versión vive en una vasta serie de cavernas árticas habitadas por criaturas prehistóricas con su mejor amiga, Kole, y sufre tecnofobia debido a las malas experiencias en el mundo moderno. A pesar de que solo es capaz de decir su nombre, ella puede entenderlo y comunicarse con él. Después de un encuentro con los Jóvenes Titanes y el Doctor Luz, Gnarrk y Kole se convierten en miembros honorarios del grupo y luego los ayudan a derrotar a la Hermandad del Mal.

### Varios
- La encarnación de la serie animada de Teen Titans de Gnarrk aparece en Teen Titans Go! número 32. Gnarrk fue secuestrado, aparentemente de su hogar, junto con varios otros Titanes y se vio obligado a luchar para el entretenimiento de los espectadores y los villanos. Finalmente, fue salvado por Kole y otros Titanes.